# ジョージ・ハワード (第4代サフォーク伯爵)
第4代サフォーク伯爵ジョージ・ハワード（英語: George Howard, 4th Earl of Suffolk、1625年 – 1691年4月21日）は、イングランド王国の貴族。1640年から1689年までジョージ・ハワード閣下の儀礼称号を使用した。

## 生涯
第2代サフォーク伯爵セオフィラス・ハワードとエリザベス・ヒュームの三男として、1625年に生まれた。
第4代サフォーク伯爵はキャサリン・アレイン（Catherine Alleyne、ジョン・アレインの娘）と結婚、少なくとも2女をもうけた。
- メアリー - パーシー・カーク（英語版）と結婚
- アン - アイルランド庶民院議員ウィリアム・ジェフソン（William Jephson）と結婚

1683年、アン・ロース（Anne Wroth、1710年7月没、ジョン・ロースの娘）と再婚した。
1689年1月7日に兄ジェームズが死去するとサフォーク伯爵の爵位を継承した。1691年4月21日に死去、弟ヘンリーが爵位を継承した。